# Genvry
Genvry és un municipi francès, situat al departament de l'Oise i a la regió dels Alts de França. L'any 2007 tenia 780 habitants.

## Demografia

### Població
El 2007 la població de fet de Genvry era de 780 persones. Hi havia 108 famílies de les quals 24 eren unipersonals (12 homes vivint sols i 12 dones vivint soles), 28 parelles sense fills, 48 parelles amb fills i 8 famílies monoparentals amb fills.
La població ha evolucionat segons el següent gràfic:
Habitants censats

### Habitatges
El 2007 hi havia 122 habitatges, 117 eren l'habitatge principal de la família, 1 era una segona residència i 4 estaven desocupats. 112 eren cases i 10 eren apartaments. Dels 117 habitatges principals, 88 estaven ocupats pels seus propietaris i 30 estaven llogats i ocupats pels llogaters; 5 tenien dues cambres, 11 en tenien tres, 29 en tenien quatre i 73 en tenien cinc o més. 101 habitatges disposaven pel capbaix d'una plaça de pàrquing. A 46 habitatges hi havia un automòbil i a 63 n'hi havia dos o més.

### Piràmide de població
La piràmide de població per edats i sexe el 2009 era:
| Homes | Edats   | Dones |
| ----- | ------- | ----- |
| 0     | 95 o +  | 0     |
| 0     | 90 a 94 | 0     |
| 4     | 85 a 89 | 0     |
| 0     | 80 a 84 | 4     |
| 4     | 75 a 79 | 4     |
| 0     | 70 a 74 | 4     |
| 12    | 65 a 69 | 4     |
| 8     | 60 a 64 | 4     |
| 4     | 55 a 59 | 4     |
| 12    | 50 a 54 | 12    |
| 16    | 45 a 49 | 4     |
| 8     | 40 a 44 | 8     |
| 24    | 35 a 39 | 8     |
| 24    | 30 a 34 | 12    |
| 64    | 25 a 29 | 16    |
| 60    | 20 a 24 | 8     |
| 8     | 15 a 19 | 8     |
| 12    | 10 a 14 | 8     |
| 16    | 5 a 9   | 8     |
| 4     | 0 a 4   | 20    |

## Economia
El 2007 la població en edat de treballar era de 667 persones, 598 eren actives i 69 eren inactives. De les 598 persones actives 588 estaven ocupades (521 homes i 67 dones) i 10 estaven aturades (5 homes i 5 dones). De les 69 persones inactives 26 estaven jubilades, 16 estaven estudiant i 27 estaven classificades com a «altres inactius».

### Ingressos
El 2009 a Genvry hi havia 113 unitats fiscals que integraven 315 persones, la mediana anual d'ingressos fiscals per persona era de 19.212 €.

### Activitats econòmiques
Dels 4 establiments que hi havia el 2007, 2 eren d'empreses de construcció, 1 d'una empresa de transport i 1 d'una empresa financera.
Dels 2 establiments de servei als particulars que hi havia el 2009, 1 era una fusteria i 1 electricista.
L'any 2000 a Genvry hi havia 4 explotacions agrícoles.

## Equipaments sanitaris i escolars
El 2009 hi havia una escola elemental integrada dins d'un grup escolar amb les comunes properes formant una escola dispersa.

## Poblacions més properes
El següent diagrama mostra les poblacions més properes.